# Ronde van de Jura 2025 (Frankrijk)
De 22e  editie van de wielerwedstrijd Ronde van de Jura vond plaats op 19 april 2025. De 116 deelnemers startten in Fraisans en finishten 176,4 kilometer later op Mont Poupet. De wedstrijd maakte deel uit van de UCI Europe Tour, met de categorie 1.1, en de Coupe de France. De Fransman Guillaume Martin won voor de tweede dag op rij, voor zijn landgenoot Clément Berthet en de Spanjaard José Manuel Díaz.

## Uitslag
| Plaats  | Naam                 | Ploeg                             | Tijd     |
| ------- | -------------------- | --------------------------------- | -------- |
| Winnaar | Guillaume Martin     | Groupama-FDJ                      | 4u29'45" |
| 2       | Clément Berthet      | Decathlon AG2R La Mondiale        | z.t.     |
| 3       | José Manuel Díaz     | Burgos Burpellet BH               | + 18"    |
| 4       | Cristián Rodríguez   | Arkéa-B&B Hotels                  | z.t.     |
| 5       | Emanuel Buchmann     | Cofidis                           | + 21"    |
| 6       | Jordan Jegat         | TotalEnergies                     | + 23"    |
| 7       | Odd Christian Eiking | Unibet Tietema Rockets            | + 26"    |
| 8       | Nicolas Breuillard   | St Michel-Preference Home-Auber93 | + 30"    |
| 9       | Unai Iribar          | Kern Pharma                       | + 34"    |
| 10      | Jørgen Nordhagen     | Visma \| Lease a Bike             | z.t.     |
| 11      | Johannes Kulset      | Uno-X Mobility                    | + 50"    |
| 12      | Clément Braz Afonso  | Groupama-FDJ                      | z.t.     |
| 13      | Sylvain Moniquet     | Cofidis                           | z.t.     |
| 14      | Floris De Tier       | Wagner Bazin WB                   | z.t.     |
| 15      | Jorge Gutiérrez      | Kern Pharma                       | + 59"    |
| 16      | Louis Rouland        | Arkéa-B&B Hotels                  | + 1'03"  |
| 17      | Ander Okamika        | Burgos Burpellet BH               | + 1'09"  |
| 18      | Iván Sosa            | Kern Pharma                       | + 1'29"  |
| 19      | Anton Schiffer       | Bike Aid                          | + 1'33"  |
| 20      | Jon Agirre           | Euskaltel-Euskadi                 | + 1'54"  |
|         |                      |                                   |          |
| 28      | Tijmen Graat         | Visma \| Lease a Bike             | + 2'59"  |

2003 · 2004 · 2005 · 2006 · 2007 · 2008 · 2009 · 2010 · 2011 · 2012 · 2013 · 2014 · 2015 · 2016 · 2017 · 2018 · 2019 · 2020   · 2021 · 2022 · 2023 · 2024 · 2025